# Visnagar
Visnagar ist eine Stadt im indischen Bundesstaat Gujarat, etwa 20 km nordöstlich der Distrikthauptstadt Mehsana sowie 75 km nördlich der Metropole Ahmedabad.
Visnagar hat als Stadt den Status einer Municipality (Nagar Palika). Beim Zensus 2011 betrug die Einwohnerzahl 76.753.